# Wimbledon 1939
De 59e editie van het Britse grandslamtoernooi, Wimbledon 1939, werd gehouden van maandag 26 juni tot en met zaterdag 8 juli 1938. Voor de vrouwen was het de 52e editie van het Britse graskampioenschap. Het toernooi werd gespeeld bij de All England Lawn Tennis and Croquet Club in de wijk Wimbledon van de Britse hoofdstad Londen.
De Amerikaan Bobby Riggs won het heren enkelspel, herendubbelspel en het gemengd dubbelspel. 
De Amerikaanse Alice Marble won het vrouwen enkelspel, vrouwendubbelspel en het gemengd dubbelspel.
Op de enige zondag tijdens het toernooi (Middle Sunday) werd traditioneel niet gespeeld.

## Belangrijkste uitslagen
Mannenenkelspel

Finale: Bobby Riggs (Verenigde Staten) won van Elwood Cooke (Verenigde Staten) met  2–6, 8–6, 3–6, 6–3, 6–2 
Vrouwenenkelspel

Finale: Alice Marble (Verenigde Staten) won van Kay Stammers (Verenigd Koninkrijk) met  6–2, 6–0
Mannendubbelspel

Finale: Elwood Cooke  (Verenigde Staten) en Bobby Riggs (Verenigde Staten) wonnen van Charles Hare (Verenigd Koninkrijk) en Frank Wilde (Verenigd Koninkrijk) met 6–3, 3–6, 6–3, 9–7 
Vrouwendubbelspel

Finale: Sarah Fabyan (Verenigde Staten) en Alice Marble (Verenigde Staten) wonnen van Helen Jacobs (Verenigde Staten) en Billie Yorke (Verenigd Koninkrijk) met 6–1, 6–0  
Gemengd dubbelspel

Finale: Alice Marble (Verenigde Staten) en Bobby Riggs (Verenigde Staten) wonnen van Nina Brown (Verenigd Koninkrijk) en Frank Wilde (Verenigd Koninkrijk) met 9–7, 6–1 
Een juniorentoernooi werd voor het eerst in 1947 gespeeld.